# Барејли
Барејли је град у Индији у држави Утар Прадеш. Према незваничним резултатима пописа 2011. у граду је живело 898.167 становника.

## Становништво
Према незваничним резултатима пописа, у граду је 2011. живело 898.167 становника.
| 1991.   | 2001.   | 2011.   |
| ------- | ------- | ------- |
| 587.211 | 718.395 | 898.167 |